# 绍水站
绍水站位于中国广西壮族自治区桂林市全州县绍水镇，为湘桂铁路车站，距离衡阳站262千米，距离凭祥站751千米。该站建于1938年，现为三等站，已不办理客运业务。。